# Schloßberg (Leutschach an der Weinstraße)
Schloßberg è una frazione di 1 076 abitanti del comune austriaco di Leutschach an der Weinstraße, nel distretto di Leibnitz (Stiria). Già comune autonomo, il 1º gennaio 2015 è stato fuso con gli altri comuni soppressi di Eichberg-Trautenburg, Glanz an der Weinstraße e Leutschach per costituire il nuovo comune mercato (Marktgemeinde).